# Mores (Sardinien)
Mores ist eine italienische Gemeinde (comune) mit 1698 Einwohnern (Stand 31. Dezember 2023) in der Metropolitanstadt Sassari auf Sardinien. Die Gemeinde liegt etwa 31 Kilometer südöstlich von Sassari.
Su Crastu de Santu Eliseu (deutsch „Der Stein von Sant Elia“), die Domus de Janas di Su Stampu 'e sa Fata und der Dolmen Sa Coveccada liegen bei Mores.

## Verkehr
Der Bahnhof Mores-Ittireddu an der Bahnstrecke Cagliari–Golfo Aranci Marittima lag östlich des Ortes.

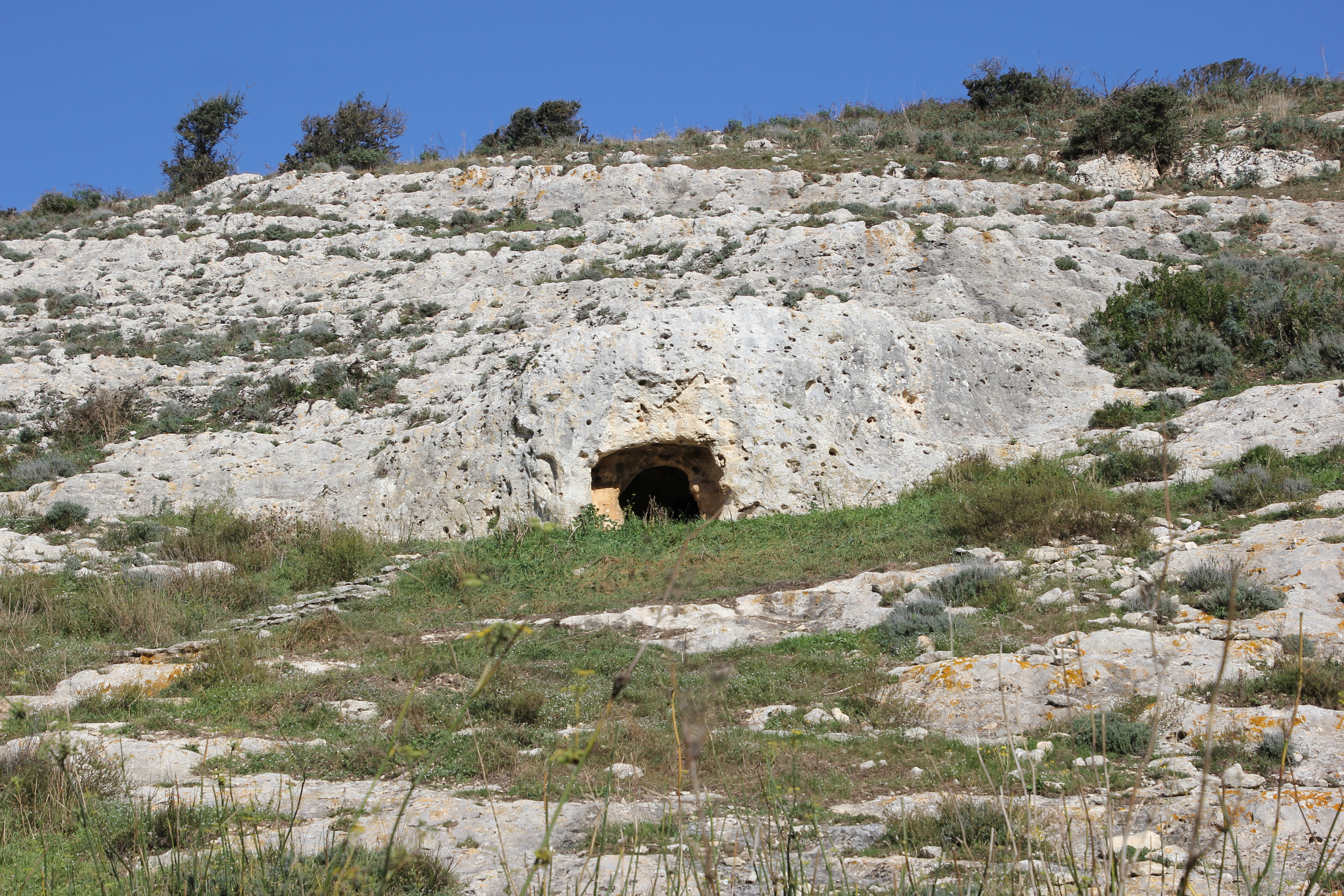
Domus de Janas di Su Stampu 'e sa Fata

## Rennstrecke
Seit 2003 besteht in der kleinen Ortschaft Su Sassu südlich von Mores das Autodromo Nazionale Franco di Suni (auch Autodromo di Mores). Es handelt sich dabei um eine etwa drei Kilometer lange Motorsport-Rennstrecke.

## Gemeindepartnerschaft
Mores unterhält eine inneritalienische Partnerschaft mit der Gemeinde Santa Giuletta in der Provinz Pavia.